# Clepsicosma iridia
Clepsicosma iridia är en fjärilsart som beskrevs av Edward Meyrick 1888. Clepsicosma iridia ingår i släktet Clepsicosma och familjen Crambidae. Inga underarter finns listade i Catalogue of Life.